# Inabata & Co., Ltd.
A Inabata & Co., Ltd. (稲 畑 産業, Inabata Sangyō) é uma empresa comercial especializada e faz parte do grupo Sumitomo Chemical. As principais linhas de negócios da empresa incluem componentes eletrônicos, equipamentos de habitação, produtos químicos e plásticos.
A Inabata & Co., com sede em Osaka, é uma das principais empresas comerciais da cidade, junto com a Itochu Corporation, Sumikin Bussan Corporation, Nagase & Co., Ltd., Hanwa Co., Ltd., Iwatani Corporation e Sankyo Seiko Co. Ltd.

## Inabata Katsutaro
O logotipo "IK" da Inabata permanece inalterado desde a fundação da empresa, sendo as iniciais do seu fundador, Inabata Katsutaro (ordem dos nomes japoneses), bem como homônimos para “amor” (ai) e “respeito” (Kei) em japonês.
O fundador Inabata Katsutaro (稲 畑 勝 太郎) (1862 - 1949) promoveu o intercâmbio cultural franco-japonês, principalmente com o estabelecimento do Institut Franco-Japon du Kansai (atualmente l'Institut français du Japon - Kansai) em 1926. O instituto baseado em Kyoto oferece ensino da língua francesa e educação cultural e também serve como um centro de intercâmbio entre artistas e pesquisadores da França e do Japão. A Inabata & Co. continua apoiando as atividades do instituto.
Inabata também é reconhecido na história do cinema como o primeiro importador do cinematográfico dos Irmãos Lumière para o Japão, e por executar a primeira exibição pública de um aparato cinematográfico projetado no Japão.